# フェアファックス (バージニア州)

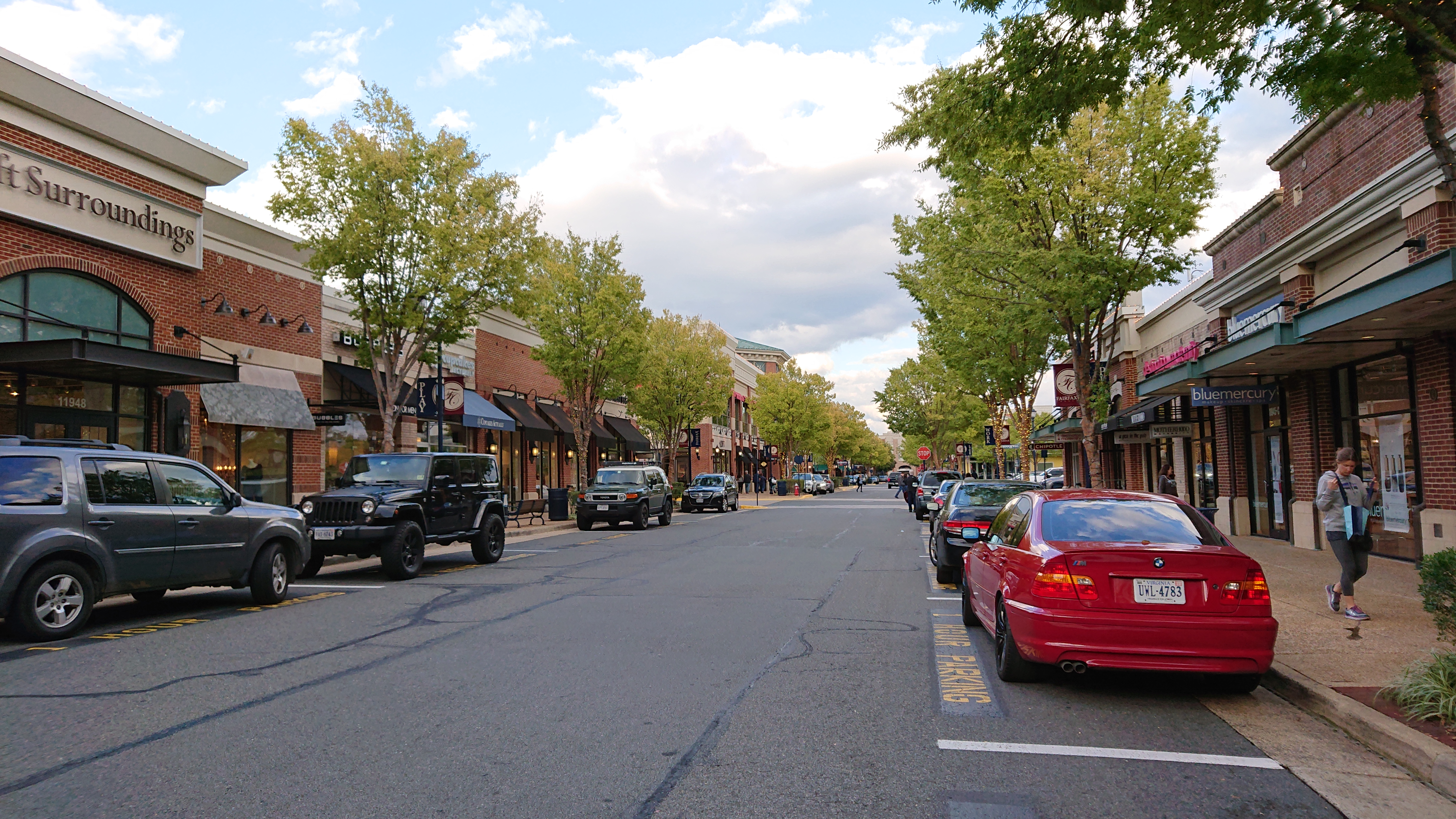
フェアファクス・コーナー

フェアファクス（Fairfax）は、アメリカ合衆国バージニア州の独立市。人口は2万4146人（2020年） 。ワシントンD.C.の西20キロメートルに位置している。フェアファクス郡の中にあり、郡庁が立地しているが、独立市のため郡には含まれない。

## 地理

フェアファクス郡内の位置（上）

フェアファクス市は北緯38度51分9秒 西経77度18分15秒 / 北緯38.85250度 西経77.30417度 (38.852612, -77.304377) に位置している。
アメリカ合衆国統計局によると、この都市は総面積16.3 km² (6.3 mi²) である。この地域には水地域は存在しない。

## 歴史
フェアファクスの歴史は古く、1798年に郡庁の建設地に選ばれたのが起源とされる。その後は郡の政治、経済、文化の中心として発展した。
1874年に町として法人化した。1961年、市に昇格した。

## 交通
市内に鉄道はないが、近隣のビエナ町にワシントンメトロの駅がある。

## 人口動勢
2000年の国勢調査で、この都市は人口21,498人、8,035世帯、及び5,407家族が暮らしている。人口密度は1,315.4/km² (3,406.9/mi²) である。502.0/km² (1,300.1/mi²) の平均的な密度に8,204軒の住宅が建っている。この都市の人種的な構成は白人72.91%、アフリカン・アメリカン5.07%、先住民0.34%、アジア12.17%、太平洋諸島系0.07%、その他の人種6.17%、及び混血3.26%である。ここの人口の13.64%はヒスパニックまたはラテン系である。
この都市内の住民は20.5%が18歳未満の未成年、18歳以上24歳以下が9.2%、25歳以上44歳以下が33.7%、45歳以上64歳以下が23.8%、及び65歳以上が12.8%にわたっている。中央値年齢は37歳である。女性100人ごとに対して男性は95.2人である。18歳以上の女性100人ごとに対して男性は93.9人である。
この都市の世帯ごとの平均的な収入は67,642米ドルであり、家族ごとの平均的な収入は78,921米ドルである。男性は50,348米ドルに対して女性は38,351米ドルの平均的な収入がある。この郡の一人当たりの収入 (per capita income) は31,247米ドルである。人口の5.7%及び家族の2.4%は貧困線以下である。全人口のうち18歳未満の4.3%及び65歳以上の2.1%は貧困線以下の生活を送っている。